# Ospite (biologia)
In biologia (parassitologia, zoologia, botanica), l'ospite è la specie, al cui interno o sulla cui superficie vive un simbionte, che può essere un commensale, un parassita o un organismo in simbiosi mutualistica con l'ospite.
L'aggettivo viene attribuito anche alla cellula (cellula ospite) nella quale si riproduce un parassita intracellulare, quale per esempio un virus.

## Classificazione
A seconda dei rapporti fra ospite e parassita, nel ciclo vitale del parassita, distinguiamo:
- ospite definitivo (o ospite primario): è l'ospite nel quale il parassita raggiunge lo stadio adulto e si riproduce
- ospite intermedio (o ospite secondario): è l'ospite nel quale si sviluppano le forme larvali del parassita, il quale in certi casi si riproduce in modo asessuato
- ospite accidentale: è l'ospite nel quale il parassita normalmente non si sviluppa e quindi difficilmente vi può raggiungere il completo sviluppo